# Aphractus acuminatus
Aphractus acuminatus är en insektsart som beskrevs av Brunner von Wattenwyl 1895. Aphractus acuminatus ingår i släktet Aphractus och familjen vårtbitare. Inga underarter finns listade i Catalogue of Life.